# کارملو آنتونی
کارملو کیام آنتونی (انگلیسی: Carmelo Kyam Anthony؛ زادهٔ ۲۹ مهٔ ۱۹۸۴) که با نام مستعار «ملو» شناخته می‌شود، بازیکن بسکتبال حرفه‌ای اهل ایالات متحده آمریکا می‌باشد که در پست اسمال فوروارد و تیم لس آنجلس لیکرز به میدان می رود.
وی سابقه ۹ بار بازی در آل استار «تیم منتخب» و playoffs را نیز دارا می‌باشد. او در دبیرستان کاتولیک تاوسون آکادمی بلوط هیل، در دانشگاه سیراکیوز سابقاً حضور داشت که او را به اولین قهرمانی ملی در سال ۲۰۰۳ تبدیل کرد و هم‌چنین جایزه برجسته‌ترین بازیکن مسابقات را به دست آورد. در همان سال باارزش‌ترین بازیکن NCAA کنفرانس شرق نامیده شد. پس از یک فصل دانشگاه سیراکیوز را ترک کرد. در درفت NBA 2003، به عنوان انتخاب سوم ناگتس انتخاب شد. در بدو ورود به NBA، آنتونی به عنوان یکی از بازیکنان شناخته‌شده و محبوب در لیگ محسوب می‌شد و او را به عنوان همه‌کاره تازه‌وارد می‌شناختند.
کارملو از بازیکنان تیم ملی بسکتبال ایالات متحده محسوب می‌شد و موفق به کسب یک مدال برنز در المپیک ۲۰۰۴، مدال طلا در بازی‌های المپیک ۲۰۰۸ و ۲۰۱۲. در سال ۲۰۱۲، کارملو آنتونی در المپیک ۲۰۱۲ لندن رکورد بیشترین امتیاز در یک بازی را شکست زمانی که او ۳۷ امتیاز در بازی برابر نیجریه به ثمر رساند.

## زندگی

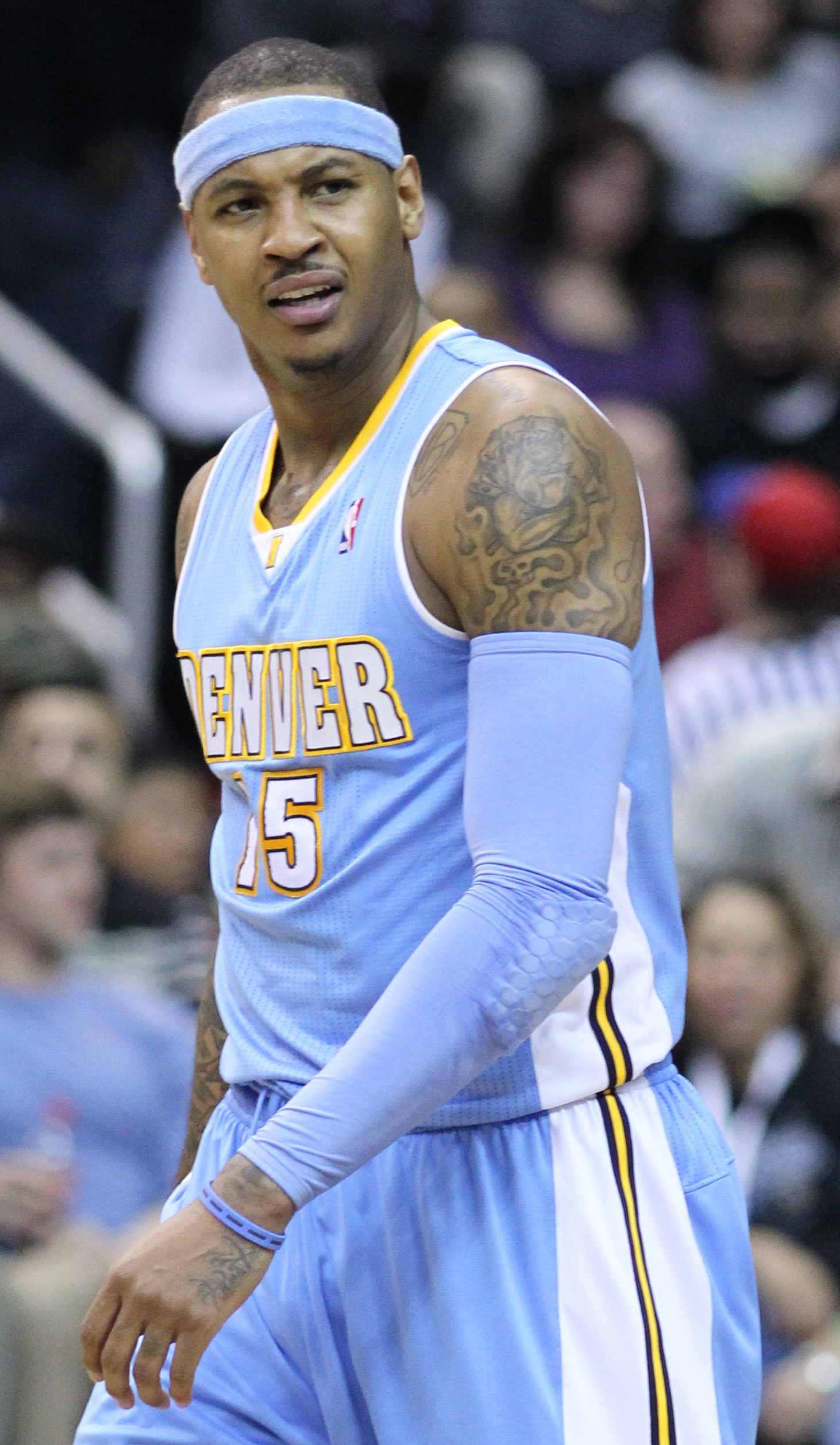
کارملو آنتونی در تیم سابق خود، دنور ناگتس

پدر کارملو قبل از تولد ۳ سالگی‌اش درگذشت و مادرش او را بزرگ کرد؛ و وقتی وارد حیطه بسکتبال شد مهارت‌های بیشتری کسب کرد. کارملو در آن زمان تریسی مک‌گریدی را الگو قرار داده بود در آکادمی oak hill ویرجینیا توانست وارد دبیرستان all american شود و پس از ان وارد دانشگاه سیراکوس شد و برای این تیم بازی کرد. او در طی یک فصل برای این تیم به‌طور میانگین توانست در هر بازی ۲۲/۵امتیاز بدست آورد و لقب بهترین دانشگاه را بگیرد؛ و مشغول بازی در تیم دنور ناگتس شد در آن سال جایزه بهترین تازه‌وارد را از دست داد. آنتونی پس از درخشش در جام قهرمانی بسکتبال دسته اول مردان ان‌سی‌ای‌ای در سال ۲۰۰۳ توسط دنور ناگتس در اتحادیه ملی بسکتبال کشیده شد و تا سال ۲۰۱۱ در این تیم بازی کرد. در فوریه ۲۰۱۱ پس از هیاهو فراوان همراه چانسی بیلاپس به نیویورک نیکس منتقل شد و در این تیم بازی می‌کند. او در در سه المپیک آتن، پکن و لندن با تیم ملی بسکتبال آمریکا حاضر بود.

## نوجوانی
او از نوجوانی بسکتبال را دوست داشت و تصمیم داشت آن را ادامه دهد کارملو عاشق بسکتبال می‌بود وقتی ۸ ساله بود خانواده کارملو خانه خود را تغییر مکان دادند و به بالتیمور رفتند آنجا محلی بود که به راحتی انواع مواد مخدر در دسترس بود مادر کارملو با تلاش فرزندش را از این موارد و دردسرها دور نگه داشت. کارملو در آن محل شروع به بازی بسکتبال کرد و در تابستان ۱۹۹۹ کارملو به عنوان بهترین بازیکن منطقه‌ای در جایی که زندگی می‌کرد تبدیل شد و با تکنیک‌های زیبا و مهارت‌هایش در مسابقات مدرسه در یک فصل ۱۴ امتیاز و ۵ ریباند موفق به ۵ پاس شد.
در سال ۲۰۰۳ به همراه لبران جیمز وارد ان‌بی‌ای شد در حال حاضر در تیم هیوستون راکتس مشغول بازی می‌باشد و شماره ۱۵ این تیم را به تن دارد. کارملو بعد از ازدواج در سال ۲۰۰۷ صاحب فرزند پسر شد و نامش را کیان(kiyan) گذاشت.